# فرناندو رامزي
فرناندو رامزي (بالإسبانية: Fernando Ramsey)‏ هو لاعب كرة قاعدة بنمي، ولد في 20 ديسمبر 1965.

## وصلات خارجية
- فرناندو رامزي على موقع الاتحاد الدولي لألعاب القوى (الإنجليزية)
- فرناندو رامزي على موقع دوري كرة القاعدة الرئيسي (الإنجليزية)
- فرناندو رامزي على موقعبيزبول رفرنس.كوم (الدوري الرئيسي) (الإنجليزية)
- فرناندو رامزي على موقعبيزبول رفرنس.كوم (الدوري الثانوي) (الإنجليزية)
- فرناندو رامزي على موقع إي إس بي إن.كوم (أم.أل.بي) (الإنجليزية)
- فرناندو رامزي على موقع مشجعي الرسوم البيانية (الإنجليزية)